# Queensferry Crossing
El Queensferry Crossing (anteriorment Forth Crossing Replacement) és un pont de carretera a Escòcia. Va ser construït al costat del pont Forth Road Bridge i duu l'autopista M90 a través del Firth of Forth entre Edimburg i Fife. Va ser estrenat el 30 d'agost del 2017.
Les propostes per a un segon pont de carreteres al Forth es van presentar per primera vegada en la dècada de 1990, però no va ser fins al descobriment de problemes estructurals amb el pont de Forth Road el 2005 que els plans van ser avançats. A la darreria del 2007 es va decidir construir un pont nou i es va conservar el pont vell com a enllaç de transport públic. La Forth Crossing Act va rebre el Royal Assent el gener de 2011 i el setembre l'obra va començar.
El Queensferry Crossing és un pont de tres torres, amb una longitud total de 2,7 km. Es van construir al voltant de quatre km de noves vies de connexió, incloent-hi noves sortides a l'autopista M9.
La inauguració era previst el 2016, però aquest termini es va ampliar fins a l'agost del 2017. És el tercer pont a través del Firth of Forth a Queensferry, a costat del Forth Road Bridge de 1964, i del Forth Bridge completat el 1890. Després d'una votació pública, va rebre el nom de Queensferry Crossing el 26 de juny de 2013 i es va obrir al trànsit el 30 d'agost de 2017. Elizabeth II va inaugurar el pont el 4 de setembre, cinquanta-tres anys després del pont de Forth Road.

## Antecedents
Una ruta per creuar el Forth ha existit al lloc des del segle xi, quan la reina d'Escòcia, Margarida, va fundar un ferry gratuït per portar pelegrins al nord, cap a Saint Andrews. Al lloc on hi havia l'embarcament del transbordador es va estrenar el 1964 el pont de Forth Road. Des dels any 1990 es van aixecar veur per a eixampla la travessia, com a part del document de consulta "Setting Forth" preparat pel Scottish Office. Els plans van rebre una forta oposició dels ecologistes i del Consell de la Ciutat d'Edimburg que temien l'augment del trànsit. Després de la victòria del partit Laborista a les eleccions generals del Regne Unit 1997, les propostes van ser rebutjades.
El pont existent tenia una estimada de vida de 120 anys, però en els primers anys del segle xxi, la capacitat teòrica es va superar sistemàticament. Va ser dissenyat per a fins a 11 milions de vehicles l'any, però això va créixer de forma constant a 23 milions de vehicles l'any 2006. Entre 2003 i 2005, els inspectors van descobrir que els cables de suspensió havien patit una pèrdua estimada del 8 al 10% de la força per la corrosió. Les projeccions van ressaltar la probabilitat d'una pèrdua accelerada de força, amb restriccions de trànsit per limitar la càrrega requerida el 2014 en el pitjor dels casos.
La importància estratègica del pont per al transport, i l'amenaça del tancament pel 2019 si el treball estructural principal no tenia èxit, hauria provocat greus conseqüències econòmiques, sobretot quan se'n van adonar que caldria onze anys per construir-hi un de nou.
El ministre de transport escocès, Nicol Stephen, va encarregar un nou estudi, per fer un segon Forth Road Bridge el 2003. La Forth Estuary Transport Authority va expressar el seu suport a un nou pont el 2005,
i el 2006 el secretari de transport del Regne Unit, Alistair Darling, va aprovar el principi.

## Planificació

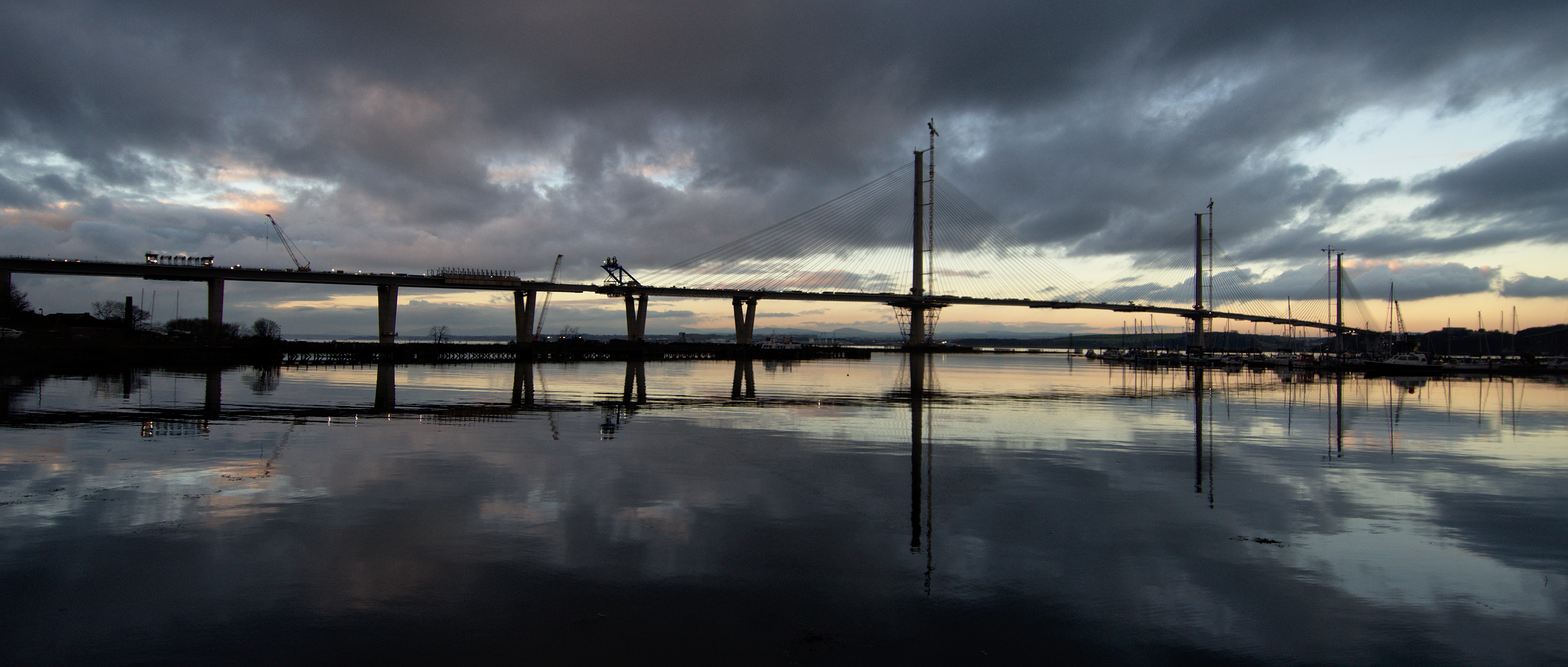
El pont en construcció

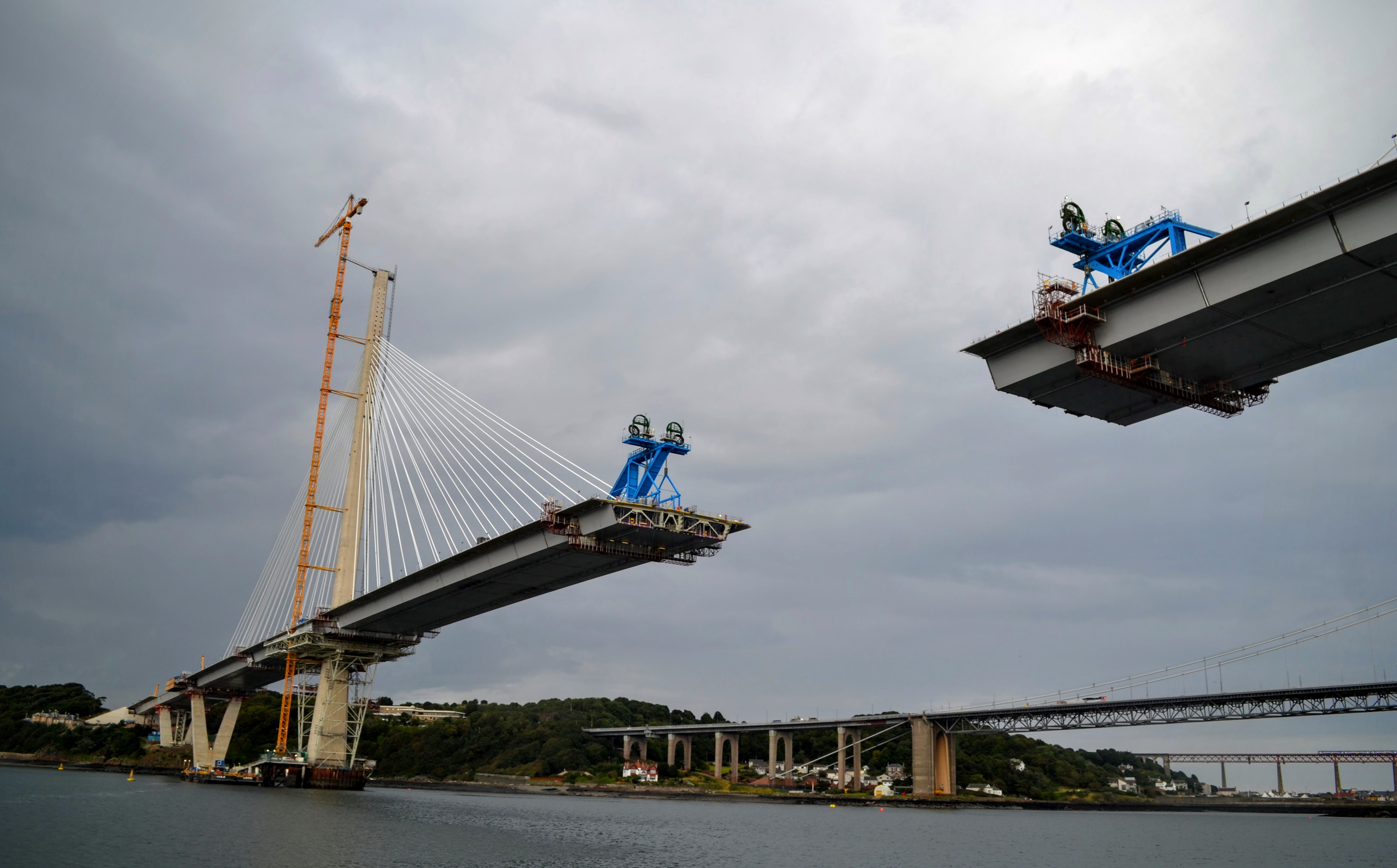
Construcció del pont a l'agost del 2016

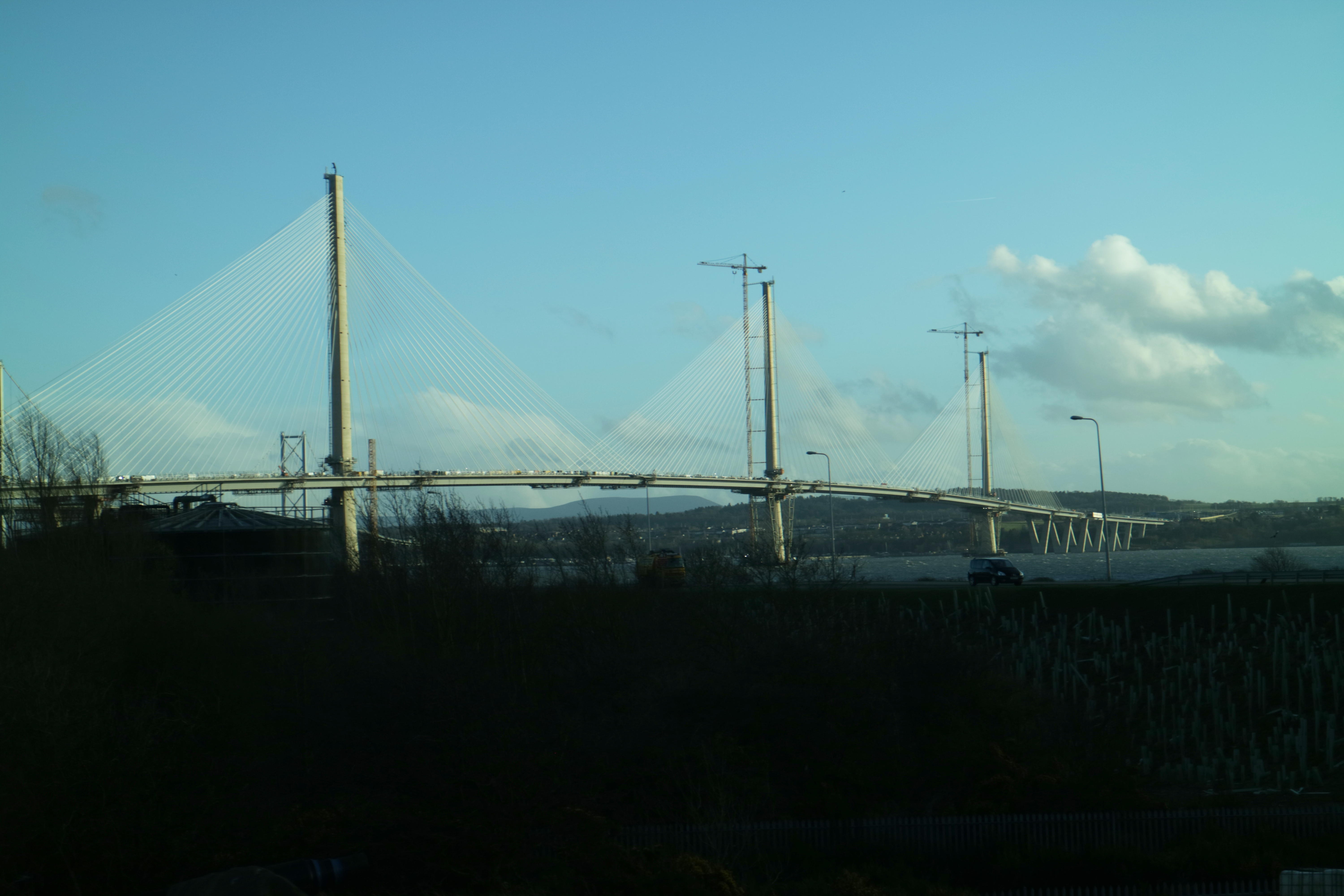
El pont al març del 2017

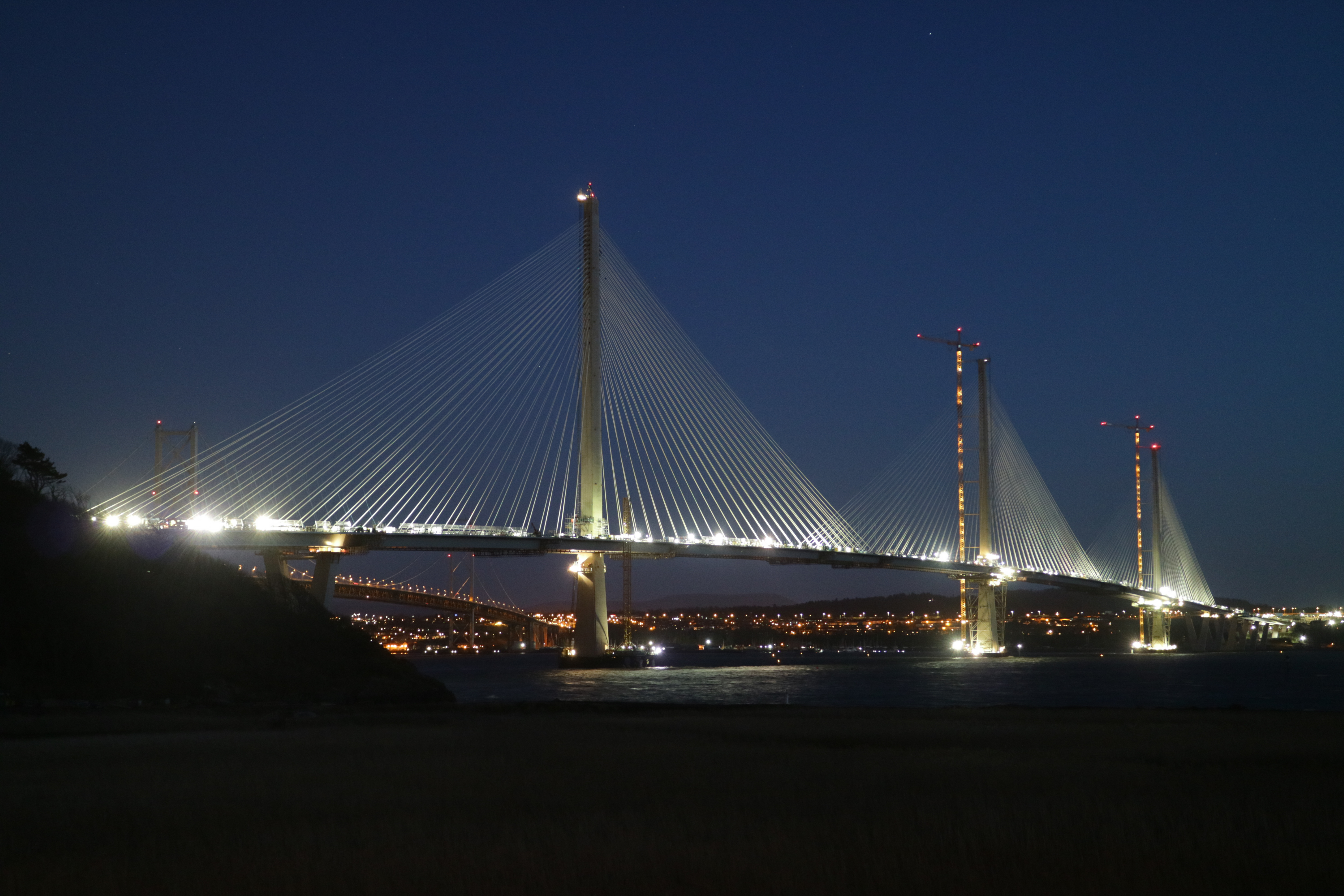
Vista nocturna del pont

El 2007, Transport Scotland van encarregar l'estudi Forth Replacement Crossing Study que havia d'examinar diverses opcions de ponts o túnels a través del Forth. L'informe recomanava l'adopció d'un pont estanc, situat a l'oest del Forth Road Bridge. L'estudi va concloure que aquesta opció era significativament més barata que un túnel i menys temps de construcció. Tenia una millor relació qualitat-preu, tot i que un túnel tindria menys impactes ambientals. El desembre de 2007, el secretari de finances i creixement sostenible, John Swinney, va anunciar que es construiria un nou pont cablejat, amb un cost estimat entre 3,25 milions i 4,22 mil milions de lliures que considerava com «el major projecte de construcció d'una generació a Escòcia».
Hi va haver oposició al projecte en matèria ambiental, de trànsit i de costos. La ForthRight Alliance, un grup de paraigüe que incloïa Amics de la Terra, Partit Verd Escocès, Reial Societat per a la Protecció de les Aus, grups de transport sostenible i altres organitzacions, es van oposar al projecte tant per ser innecessari". Un altre grup, Forth Tunnel Action Group, va fer campanya per a un túnel com la solució amb uns costos més baixos i menys impactes ambientals a llarg termini.
En un primer moment que el Scottish Trust Futures, financiaria el projecte. Tanmateix, el Govern escocès va anunciar el desembre de 2008 que s'utilitzaria fons públics. Com a part de la revisió dels projectes de transport estratègic del govern escocès, el nou recorregut del Forth tenia un preu d'entre 17,20 i 2,2 milions de lliures. El pla preveia mantenir el pont existen per al transport públic, els ciclistes i els vianants, i el nou pont estarà operatiu el 2016.
A més del contracte principal, dos contractes més petits formen part del pla. El contracte per implementar el sistema de gestió del trànsit del Sistema de Transport Intel·ligent (ITS) a Fife va ser adjudicat a la companyia John Graham Ltd, mentre que l'actualització de l'autopista M9 va ser adjudicada a una empresa conjunta entre John Sisk i Roadbridge. Igual que en el contracte principal, les ofertes rebudes van ser per sota dels pressupostos estimats originals. L'enginyer Naeem Hussain va dissenyar el projecte.

## Construcció
Les obres preparatòries per al nou pont van començar el setembre de 2011 a l'extrem sud de l'autopista M90 per construir les carreteres d'aproximació. 149 segments de pont de 12 metres de llarg i 40 metres d'ample, van ser construïts a la Xina i a Espanya, i van ser lliurats per mar l'octubre de 2013. Les seccions de d'acer del pont d'aproximació van ser fabricades per la companyia Cleveland Bridge UK de Darlington.
Les torres van arribar als 160 metres d'alçada l'agost de 2015, el que en fa el pont més alt del Regne Unit. Les torres completes arriben a 207 metres.
El 28 d'abril de 2016, un treballador de la construcció va morir i un altre va resultar ferit en un accident amb una grua. Es va suspendre l'obra per investigar el cas.
El pont s'havia de completar el desembre del 2016, però aquesta data es va endarrerir fins a maig de 2017 per mor de circumstàncies meteorològiques que van frenar la construcció. Es van perdre 25 dies pels vents alts durant els mesos d'abril i maig de 2016. Un retard addicional es va anunciar el març de 2017 de nou a causa de vents forts.
El pont va obrir el 30 d'agost de 2017 i va ser obert oficialment per la Reina Elisabeth el 4 de setembre de 2017.

## El pont
El nou pont és una estructura de pont atirantat, amb tres torres de 207 metres d'altitud. Incloent enfocaments, la longitud total del pont és de 2,7 km; a la inauguració, era el pont amb triple torre cablejada més llarg del món. El pont es obert a les motocicletes, cotxes i vehicles de mercaderies, mentre que el transport públic, ciclistes i vianants passen pel pont vell. L'escut de vent s'ha incorporat al disseny, per permetre l'ús del pont amb vents forts, que regularment provocaven restriccions al pont vell.
El pont és la tercera via que travessa el Forth a Queensferry, al costat del pont de Forth Road, estrenat el 1964 i el pont de Forth, un pont ferroviari completat el 1890. Se situa a l'oest del pont de la carretera, amb la terra del nord de St Margaret's Hope, entre Rosyth Dockyard i North Queensferry i la terra del sud, just a l'oest de Port Edgar, al sud de Queensferry. La torre central es va construir sobre el Beamer Rock, un petit illot al Forth.
El projecte va ser conegut com el recorregut de substitució de Forth, i es va seleccionar un nom per al nou pont en una votació pública el 2013. Es va seleccionar una llista breu de cinc noms: Caledonia Bridge, Firth of Forth Crossing, Queensferry Crossing, Saltire Crossing i St Margaret's Crossing. En una votació pública al juny de 2013 el nom de Queensferry Crossing va rebre la majoria dels vots, amb 12.039 (de 37.000) vots (32%).

## Trobades arqueològiques
Durant les excavacions arqueològiques de rutina abans de l'inici del treball sobre l'encreuament del Forth a Queensferry es van trobar vestigis d'un habitatge Mesolític a la riba sud del Forth. L'habitatge, basat al voltant d'una massa ovalada d'aproximadament 7 metres de longitud, ha estat datada al voltant del 8300 aC, el que en fa l'habitatge més antic conegut a Escòcia.